# Amblystomus raymondi
Amblystomus raymondi is een keversoort uit de familie van de loopkevers (Carabidae). De wetenschappelijke naam van de soort is voor het eerst geldig gepubliceerd in 1861 door Gautier des Cottes.